# Bóng nước tại Đại hội Thể thao châu Á 2022 – Nữ
Giải đấu nữ nội dung Bóng nước tại Đại hội Thể thao châu Á 2022 tại Hàng Châu, Trung Quốc, được tổ chức từ ngày 2 đến ngày 7 tháng 10 năm 2023 tại Trung tâm Bơi lội & Lặn - Trung tâm Thể thao Hoàng Long. Đại hội Thể thao châu Á sẽ đóng vai trò là giải đấu vòng loại khu vực châu Á cho Thế vận hội Mùa hè 2024 ở Paris.

## Đội hình thi đấu
| Trung Quốc | Nhật Bản | Kazakhstan | Hàn Quốc |
| --- | --- | --- | --- |
| - Zhang Jiaqi - Yan Siya - Yan Jing - Xiong Dunhan - Zhai Ying - Wang Shiyun - Lu Yiwen - Wang Huan - Deng Zewen - Nong Sanfeng - Chen Xiao - Zhang Jing - Dong Wenxin | - Minami Shioya - Yumi Arima - Akari Inaba - Eruna Ura - Kako Kawaguchi - Hikaru Shitara - Ai Sunabe - Eri Kitamura - Kiyoka Goto - Fuka Nishiyama - Momo Inoue | - Alexandra Zharkimbayeva - Darya Pochinok - Anastassiya Glukhova - Viktoriya Kaplun - Valeriya Anossova - Madina Rakhmanova - Anna Novikova - Yelizaveta Rudneva - Milena Nabiyeva - Viktoriya Khritankova - Anastassiya Mirshina - Anastassiya Tsoy - Mariya Martynenko | - Oh Hee-ji - Hong Seo-yeon - Han Ye-vin - Choi Ju-hee - Lee Claudia Lorraine Eun Hee - Kang Jominji - Bae A-rin - Kim Seo-won - Seol Ji-seon - Kim Ye-jin - Park Ye-eun - Moon Da-yoon - Jang Hwan-hee |
| Singapore | Thái Lan | Uzbekistan | |
| - Ong Xuan Rong Rochelle - Koh Gina Ting Yi - Tan Michelle Ting Yee - Yap Jingxuan Ranice - Koh Ting Ting - Lim Wan Jun Nicole Kristen - Yeo Abielle Zhi Min - Chan Melissa Pei Tung - Lee Heather Xuan Hui - Ong Cheng Jing - Wan Celeste Ferrao - Chow Yan Teng - Manivannan Mounisha Devi | - Satakamol Wongpairoj - Thanidakarn Kwantongtanaree - Pranisa Nilklad - Wataniya Nilklad - Panita Pukkaman - Kornkarn Puengpongsakul - Thanita Kongchouy - Benyakorn Khunprathum - Raksina Rueangsappaisan - Kanruetai Riangsuntea - Yanisa Turon - Panchita Rodwattanadisakul - Phanthila Arsayuth | - Madinabonu Khafizova - Elena Gavashelashvili - Khilola Yusupova - Sofiya Andryakhina - Aziza Salamatova - Aleksa Verklova - Makhpal Asilbekova - Valeriya Muratova - Amilya Gabzalilova - Komila Murtazaeva - Nikhola Akhmadkhanova - Kristina Logutova - Aziza Azizova | |

## Kết quả
Tất cả các giờ đều là Giờ chuẩn Trung Quốc (UTC+08:00)

| VT | Đội            | Tr | T | TPĐ | BPĐ | B | BT  | BB  | BHS  | Đ  | Giành quyền tham dự     |
| -- | -------------- | -- | - | --- | --- | - | --- | --- | ---- | -- | ----------------------- |
| 1  | Trung Quốc (H) | 6  | 6 | 0   | 0   | 0 | 155 | 38  | +117 | 18 | Thế vận hội Mùa hè 2024 |
| 2  | Nhật Bản       | 6  | 5 | 0   | 0   | 1 | 170 | 63  | +107 | 15 |                         |
| 3  | Kazakhstan     | 6  | 4 | 0   | 0   | 2 | 87  | 66  | +21  | 12 |                         |
| 4  | Singapore      | 6  | 3 | 0   | 0   | 3 | 59  | 90  | −31  | 9  |                         |
| 5  | Thái Lan       | 6  | 2 | 0   | 0   | 4 | 70  | 96  | −26  | 6  |                         |
| 6  | Uzbekistan     | 6  | 1 | 0   | 0   | 5 | 60  | 125 | −65  | 3  |                         |
| 7  | Hàn Quốc       | 6  | 0 | 0   | 0   | 6 | 25  | 148 | −123 | 0  |                         |

| 25 tháng 9 15:00 | Báo cáo | Kazakhstan                           | 12–6          | Singapore  | Trung tâm Bơi lội & Lặn - Trung tâm Thể thao Hoàng Long, Hàng Châu Trọng tài: Germán Moller (ARG) Chen Ziliang (CHN) |
| 25 tháng 9 15:00 | Báo cáo | Điểm số theo 15p: 3–1, 2–3, 3–2, 4–0 |               |            | Trung tâm Bơi lội & Lặn - Trung tâm Thể thao Hoàng Long, Hàng Châu Trọng tài: Germán Moller (ARG) Chen Ziliang (CHN) |
| 25 tháng 9 15:00 | Báo cáo | Mirshina 4                           | Tỷ lệ ghi bàn | Wan, Yap 3 | Trung tâm Bơi lội & Lặn - Trung tâm Thể thao Hoàng Long, Hàng Châu Trọng tài: Germán Moller (ARG) Chen Ziliang (CHN) |

| 25 tháng 9 16:30 | Báo cáo | Nhật Bản                              | 33–2          | Hàn Quốc    | Trung tâm Bơi lội & Lặn - Trung tâm Thể thao Hoàng Long, Hàng Châu Trọng tài: Tan Chin Tiong (SGP) Viktoriya Markova (UZB) |
| 25 tháng 9 16:30 | Báo cáo | Điểm số theo 15p: 14–0, 6–1, 5–1, 8–0 |               |             | Trung tâm Bơi lội & Lặn - Trung tâm Thể thao Hoàng Long, Hàng Châu Trọng tài: Tan Chin Tiong (SGP) Viktoriya Markova (UZB) |
| 25 tháng 9 16:30 | Báo cáo | Shitara 6                             | Tỷ lệ ghi bàn | Lee, Moon 1 | Trung tâm Bơi lội & Lặn - Trung tâm Thể thao Hoàng Long, Hàng Châu Trọng tài: Tan Chin Tiong (SGP) Viktoriya Markova (UZB) |

| 25 tháng 9 19:00 | Báo cáo | Trung Quốc                           | 33–5          | Uzbekistan      | Trung tâm Bơi lội & Lặn - Trung tâm Thể thao Hoàng Long, Hàng Châu Trọng tài: David Gómez (ESP) Kazuzo Moribayashi (JPN) |
| 25 tháng 9 19:00 | Báo cáo | Điểm số theo 15p: 8–1, 9–1, 8–1, 8–2 |               |                 | Trung tâm Bơi lội & Lặn - Trung tâm Thể thao Hoàng Long, Hàng Châu Trọng tài: David Gómez (ESP) Kazuzo Moribayashi (JPN) |
| 25 tháng 9 19:00 | Báo cáo | Lu, Zhang Jin. 6                     | Tỷ lệ ghi bàn | Akhmadkhanova 3 | Trung tâm Bơi lội & Lặn - Trung tâm Thể thao Hoàng Long, Hàng Châu Trọng tài: David Gómez (ESP) Kazuzo Moribayashi (JPN) |

| 26 tháng 9 15:00 | Báo cáo | Uzbekistan                           | 18–8          | Hàn Quốc | Trung tâm Bơi lội & Lặn - Trung tâm Thể thao Hoàng Long, Hàng Châu Trọng tài: Tan Chin Tiong (SGP) Tanatach Puengpongsakul (THA) |
| 26 tháng 9 15:00 | Báo cáo | Điểm số theo 15p: 4–3, 3–2, 6–2, 5–1 |               |          | Trung tâm Bơi lội & Lặn - Trung tâm Thể thao Hoàng Long, Hàng Châu Trọng tài: Tan Chin Tiong (SGP) Tanatach Puengpongsakul (THA) |
| 26 tháng 9 15:00 | Báo cáo | Muratova 4                           | Tỷ lệ ghi bàn | Lee 5    | Trung tâm Bơi lội & Lặn - Trung tâm Thể thao Hoàng Long, Hàng Châu Trọng tài: Tan Chin Tiong (SGP) Tanatach Puengpongsakul (THA) |

| 26 tháng 9 16:30 | Báo cáo | Nhật Bản                              | 32–10         | Thái Lan          | Trung tâm Bơi lội & Lặn - Trung tâm Thể thao Hoàng Long, Hàng Châu Trọng tài: Germán Moller (ARG) Adil Aimbetov (KAZ) |
| 26 tháng 9 16:30 | Báo cáo | Điểm số theo 15p: 6–2, 7–2, 11–3, 8–3 |               |                   | Trung tâm Bơi lội & Lặn - Trung tâm Thể thao Hoàng Long, Hàng Châu Trọng tài: Germán Moller (ARG) Adil Aimbetov (KAZ) |
| 26 tháng 9 16:30 | Báo cáo | Ura 8                                 | Tỷ lệ ghi bàn | Rueangsappaisan 3 | Trung tâm Bơi lội & Lặn - Trung tâm Thể thao Hoàng Long, Hàng Châu Trọng tài: Germán Moller (ARG) Adil Aimbetov (KAZ) |

| 26 tháng 9 19:00 | Báo cáo | Trung Quốc                           | 26–2          | Singapore     | Trung tâm Bơi lội & Lặn - Trung tâm Thể thao Hoàng Long, Hàng Châu Trọng tài: Ivan Raković (SRB) An Jin-yong (KOR) |
| 26 tháng 9 19:00 | Báo cáo | Điểm số theo 15p: 6–0, 7–0, 6–1, 7–1 |               |               | Trung tâm Bơi lội & Lặn - Trung tâm Thể thao Hoàng Long, Hàng Châu Trọng tài: Ivan Raković (SRB) An Jin-yong (KOR) |
| 26 tháng 9 19:00 | Báo cáo | Zhang Jin. 6                         | Tỷ lệ ghi bàn | G. Koh, Yap 1 | Trung tâm Bơi lội & Lặn - Trung tâm Thể thao Hoàng Long, Hàng Châu Trọng tài: Ivan Raković (SRB) An Jin-yong (KOR) |

| 27 tháng 9 15:00 | Báo cáo | Hàn Quốc                             | 1–24          | Singapore     | Trung tâm Bơi lội & Lặn - Trung tâm Thể thao Hoàng Long, Hàng Châu Trọng tài: Chen Ziliang (CHN) Tanatach Puengpongsakul (THA) |
| 27 tháng 9 15:00 | Báo cáo | Điểm số theo 15p: 0–5, 0–6, 0–5, 1–8 |               |               | Trung tâm Bơi lội & Lặn - Trung tâm Thể thao Hoàng Long, Hàng Châu Trọng tài: Chen Ziliang (CHN) Tanatach Puengpongsakul (THA) |
| 27 tháng 9 15:00 | Báo cáo | Han                                  | Tỷ lệ ghi bàn | Ong C., Yap 4 | Trung tâm Bơi lội & Lặn - Trung tâm Thể thao Hoàng Long, Hàng Châu Trọng tài: Chen Ziliang (CHN) Tanatach Puengpongsakul (THA) |

| 27 tháng 9 16:30 | Báo cáo | Uzbekistan                           | 11–17         | Thái Lan          | Trung tâm Bơi lội & Lặn - Trung tâm Thể thao Hoàng Long, Hàng Châu Trọng tài: Adil Aimbetov (KAZ) Kazuzo Moribayashi (JPN) |
| 27 tháng 9 16:30 | Báo cáo | Điểm số theo 15p: 3–2, 4–6, 1–5, 3–4 |               |                   | Trung tâm Bơi lội & Lặn - Trung tâm Thể thao Hoàng Long, Hàng Châu Trọng tài: Adil Aimbetov (KAZ) Kazuzo Moribayashi (JPN) |
| 27 tháng 9 16:30 | Báo cáo | Salamatova 4                         | Tỷ lệ ghi bàn | Rueangsappaisan 7 | Trung tâm Bơi lội & Lặn - Trung tâm Thể thao Hoàng Long, Hàng Châu Trọng tài: Adil Aimbetov (KAZ) Kazuzo Moribayashi (JPN) |

| 27 tháng 9 19:00 | Báo cáo | Trung Quốc                           | 17–8          | Kazakhstan    | Trung tâm Bơi lội & Lặn - Trung tâm Thể thao Hoàng Long, Hàng Châu Trọng tài: Georgios Stavridis (GRE) David Gómez (ESP) |
| 27 tháng 9 19:00 | Báo cáo | Điểm số theo 15p: 6–3, 3–3, 4–1, 4–1 |               |               | Trung tâm Bơi lội & Lặn - Trung tâm Thể thao Hoàng Long, Hàng Châu Trọng tài: Georgios Stavridis (GRE) David Gómez (ESP) |
| 27 tháng 9 19:00 | Báo cáo | Zhang Jin. 4                         | Tỷ lệ ghi bàn | Khritankova 3 | Trung tâm Bơi lội & Lặn - Trung tâm Thể thao Hoàng Long, Hàng Châu Trọng tài: Georgios Stavridis (GRE) David Gómez (ESP) |

| 28 tháng 9 15:00 | Báo cáo | Singapore                            | 7–6           | Thái Lan        | Trung tâm Bơi lội & Lặn - Trung tâm Thể thao Hoàng Long, Hàng Châu Trọng tài: Georgios Stavridis (GRE) Adil Aimbetov (KAZ) |
| 28 tháng 9 15:00 | Báo cáo | Điểm số theo 15p: 1–2, 3–0, 2–3, 1–1 |               |                 | Trung tâm Bơi lội & Lặn - Trung tâm Thể thao Hoàng Long, Hàng Châu Trọng tài: Georgios Stavridis (GRE) Adil Aimbetov (KAZ) |
| 28 tháng 9 15:00 | Báo cáo | Yap 3                                | Tỷ lệ ghi bàn | three players 2 | Trung tâm Bơi lội & Lặn - Trung tâm Thể thao Hoàng Long, Hàng Châu Trọng tài: Georgios Stavridis (GRE) Adil Aimbetov (KAZ) |

| 28 tháng 9 16:30 | Báo cáo | Hàn Quốc                              | 4–24          | Kazakhstan | Trung tâm Bơi lội & Lặn - Trung tâm Thể thao Hoàng Long, Hàng Châu Trọng tài: Viktoriya Morkova (UZB) Tan Chin Tiong (SGP) |
| 28 tháng 9 16:30 | Báo cáo | Điểm số theo 15p: 1–3, 1–5, 1–6, 1–10 |               |            | Trung tâm Bơi lội & Lặn - Trung tâm Thể thao Hoàng Long, Hàng Châu Trọng tài: Viktoriya Morkova (UZB) Tan Chin Tiong (SGP) |
| 28 tháng 9 16:30 | Báo cáo | Lee 2                                 | Tỷ lệ ghi bàn | Kaplun 6   | Trung tâm Bơi lội & Lặn - Trung tâm Thể thao Hoàng Long, Hàng Châu Trọng tài: Viktoriya Morkova (UZB) Tan Chin Tiong (SGP) |

| 28 tháng 9 19:00 | Báo cáo | Uzbekistan                             | 7–37          | Nhật Bản | Trung tâm Bơi lội & Lặn - Trung tâm Thể thao Hoàng Long, Hàng Châu Trọng tài: Ivan Raković (SRB) An Jin-yong (KOR) |
| 28 tháng 9 19:00 | Báo cáo | Điểm số theo 15p: 3–8, 0–7, 1–10, 3–12 |               |          | Trung tâm Bơi lội & Lặn - Trung tâm Thể thao Hoàng Long, Hàng Châu Trọng tài: Ivan Raković (SRB) An Jin-yong (KOR) |
| 28 tháng 9 19:00 | Báo cáo | Muratova, Yusupova 2                   | Tỷ lệ ghi bàn | Arima 6  | Trung tâm Bơi lội & Lặn - Trung tâm Thể thao Hoàng Long, Hàng Châu Trọng tài: Ivan Raković (SRB) An Jin-yong (KOR) |

| 29 tháng 9 15:00 | Báo cáo | Thái Lan                             | 8–13          | Kazakhstan | Trung tâm Bơi lội & Lặn - Trung tâm Thể thao Hoàng Long, Hàng Châu |
| 29 tháng 9 15:00 | Báo cáo | Điểm số theo 15p: 2–4, 2–3, 3–5, 1–1 |               |            | Trung tâm Bơi lội & Lặn - Trung tâm Thể thao Hoàng Long, Hàng Châu |
| 29 tháng 9 15:00 | Báo cáo | Rueangsappaisan 4                    | Tỷ lệ ghi bàn | Mirshina 4 | Trung tâm Bơi lội & Lặn - Trung tâm Thể thao Hoàng Long, Hàng Châu |

| 29 tháng 9 16:30 | Báo cáo | Singapore                             | 6–34          | Nhật Bản | Trung tâm Bơi lội & Lặn - Trung tâm Thể thao Hoàng Long, Hàng Châu Trọng tài: Germán Moller (ARG) An Jin-yong (KOR) |
| 29 tháng 9 16:30 | Báo cáo | Điểm số theo 15p: 2–9, 1–8, 2–10, 1–7 |               |          | Trung tâm Bơi lội & Lặn - Trung tâm Thể thao Hoàng Long, Hàng Châu Trọng tài: Germán Moller (ARG) An Jin-yong (KOR) |
| 29 tháng 9 16:30 | Báo cáo | Lee, Wan 2                            | Tỷ lệ ghi bàn | Ura 7    | Trung tâm Bơi lội & Lặn - Trung tâm Thể thao Hoàng Long, Hàng Châu Trọng tài: Germán Moller (ARG) An Jin-yong (KOR) |

| 29 tháng 9 19:00 | Báo cáo | Hàn Quốc                             | 3–29          | Trung Quốc | Trung tâm Bơi lội & Lặn - Trung tâm Thể thao Hoàng Long, Hàng Châu Trọng tài: Tanatach Puengpongsakul (THA) Kazuzo Moribayashi (JPN) |
| 29 tháng 9 19:00 | Báo cáo | Điểm số theo 15p: 0–7, 2–8, 0–8, 1–6 |               |            | Trung tâm Bơi lội & Lặn - Trung tâm Thể thao Hoàng Long, Hàng Châu Trọng tài: Tanatach Puengpongsakul (THA) Kazuzo Moribayashi (JPN) |
| 29 tháng 9 19:00 | Báo cáo | Lee 2                                | Tỷ lệ ghi bàn | Xiong 8    | Trung tâm Bơi lội & Lặn - Trung tâm Thể thao Hoàng Long, Hàng Châu Trọng tài: Tanatach Puengpongsakul (THA) Kazuzo Moribayashi (JPN) |

| 30 tháng 9 15:00 | Báo cáo | Kazakhstan                           | 14–23         | Nhật Bản | Trung tâm Bơi lội & Lặn - Trung tâm Thể thao Hoàng Long, Hàng Châu Trọng tài: Ivan Raković (SRB) Germán Moller (ARG) |
| 30 tháng 9 15:00 | Báo cáo | Điểm số theo 15p: 4–7, 1–2, 6–7, 3–7 |               |          | Trung tâm Bơi lội & Lặn - Trung tâm Thể thao Hoàng Long, Hàng Châu Trọng tài: Ivan Raković (SRB) Germán Moller (ARG) |
| 30 tháng 9 15:00 | Báo cáo | Mirshina 5                           | Tỷ lệ ghi bàn | Arima 7  | Trung tâm Bơi lội & Lặn - Trung tâm Thể thao Hoàng Long, Hàng Châu Trọng tài: Ivan Raković (SRB) Germán Moller (ARG) |

| 30 tháng 9 16:30 | Báo cáo | Singapore                            | 14–11         | Uzbekistan | Trung tâm Bơi lội & Lặn - Trung tâm Thể thao Hoàng Long, Hàng Châu Trọng tài: Georgios Stavridis (GRE) Adil Aimbetov (KAZ) |
| 30 tháng 9 16:30 | Báo cáo | Điểm số theo 15p: 4–2, 2–3, 5–3, 3–3 |               |            | Trung tâm Bơi lội & Lặn - Trung tâm Thể thao Hoàng Long, Hàng Châu Trọng tài: Georgios Stavridis (GRE) Adil Aimbetov (KAZ) |
| 30 tháng 9 16:30 | Báo cáo | Yap 6                                | Tỷ lệ ghi bàn | Muratova 3 | Trung tâm Bơi lội & Lặn - Trung tâm Thể thao Hoàng Long, Hàng Châu Trọng tài: Georgios Stavridis (GRE) Adil Aimbetov (KAZ) |

| 30 tháng 9 19:00 | Báo cáo | Thái Lan                             | 9–26          | Trung Quốc | Trung tâm Bơi lội & Lặn - Trung tâm Thể thao Hoàng Long, Hàng Châu Trọng tài: David Gómez (ESP) Viktoriya Markova (UZB) |
| 30 tháng 9 19:00 | Báo cáo | Điểm số theo 15p: 2–7, 3–5, 1–8, 3–6 |               |            | Trung tâm Bơi lội & Lặn - Trung tâm Thể thao Hoàng Long, Hàng Châu Trọng tài: David Gómez (ESP) Viktoriya Markova (UZB) |
| 30 tháng 9 19:00 | Báo cáo | Puengpongsakul 3                     | Tỷ lệ ghi bàn | Lu 7       | Trung tâm Bơi lội & Lặn - Trung tâm Thể thao Hoàng Long, Hàng Châu Trọng tài: David Gómez (ESP) Viktoriya Markova (UZB) |

| 1 tháng 10 15:00 | Báo cáo | Thái Lan                             | 20–7          | Hàn Quốc | Trung tâm Bơi lội & Lặn - Trung tâm Thể thao Hoàng Long, Hàng Châu Trọng tài: Tan Chin Tiong (SGP) Chen Ziliang (CHN) |
| 1 tháng 10 15:00 | Báo cáo | Điểm số theo 15p: 5–2, 5–4, 6–1, 4–1 |               |          | Trung tâm Bơi lội & Lặn - Trung tâm Thể thao Hoàng Long, Hàng Châu Trọng tài: Tan Chin Tiong (SGP) Chen Ziliang (CHN) |
| 1 tháng 10 15:00 | Báo cáo | P. Nilklad 4                         | Tỷ lệ ghi bàn | Lee 3    | Trung tâm Bơi lội & Lặn - Trung tâm Thể thao Hoàng Long, Hàng Châu Trọng tài: Tan Chin Tiong (SGP) Chen Ziliang (CHN) |

| 1 tháng 10 16:30 | Báo cáo | Kazakhstan                           | 16–8          | Uzbekistan              | Trung tâm Bơi lội & Lặn - Trung tâm Thể thao Hoàng Long, Hàng Châu Trọng tài: Germán Moller (ARG) Kazuzo Moribayashi (JPN) |
| 1 tháng 10 16:30 | Báo cáo | Điểm số theo 15p: 3–0, 3–4, 6–1, 4–3 |               |                         | Trung tâm Bơi lội & Lặn - Trung tâm Thể thao Hoàng Long, Hàng Châu Trọng tài: Germán Moller (ARG) Kazuzo Moribayashi (JPN) |
| 1 tháng 10 16:30 | Báo cáo | Mirshina 5                           | Tỷ lệ ghi bàn | Andryakhina, Muratova 2 | Trung tâm Bơi lội & Lặn - Trung tâm Thể thao Hoàng Long, Hàng Châu Trọng tài: Germán Moller (ARG) Kazuzo Moribayashi (JPN) |

| 1 tháng 10 19:00 | Báo cáo | Nhật Bản                             | 11–24         | Trung Quốc | Trung tâm Bơi lội & Lặn - Trung tâm Thể thao Hoàng Long, Hàng Châu Trọng tài: Georgios Stavridis (GRE) David Gómez (ESP) |
| 1 tháng 10 19:00 | Báo cáo | Điểm số theo 15p: 1–6, 6–7, 2–6, 2–5 |               |            | Trung tâm Bơi lội & Lặn - Trung tâm Thể thao Hoàng Long, Hàng Châu Trọng tài: Georgios Stavridis (GRE) David Gómez (ESP) |
| 1 tháng 10 19:00 | Báo cáo | Kawaguchi 4                          | Tỷ lệ ghi bàn | Yan 6      | Trung tâm Bơi lội & Lặn - Trung tâm Thể thao Hoàng Long, Hàng Châu Trọng tài: Georgios Stavridis (GRE) David Gómez (ESP) |

## Bảng xếp hạng cuối cùng
| Thứ hạng | Đội tuyển  | ST | T | TPĐ | BPĐ | B |
| -------- | ---------- | -- | - | --- | --- | - |
| 1        | Trung Quốc | 6  | 6 | 0   | 0   | 0 |
| 2        | Nhật Bản   | 6  | 5 | 0   | 0   | 1 |
| 3        | Kazakhstan | 6  | 4 | 0   | 0   | 2 |
| 4        | Singapore  | 6  | 3 | 0   | 0   | 3 |
| 5        | Thái Lan   | 6  | 2 | 0   | 0   | 4 |
| 6        | Uzbekistan | 6  | 1 | 0   | 0   | 5 |
| 7        | Hàn Quốc   | 6  | 0 | 0   | 0   | 6 |

| Chú thích                                    |
| -------------------------------------------- |
| Đủ điều kiện tham dự Thế vận hội Mùa hè 2024 |